# Gilberto Yearwood
Gilberto Gerónimo Yearwood (ur. 15 marca 1956 w La Limie) – piłkarz, były reprezentant Hondurasu grający na pozycji obrońcy. Obecnie jest trenerem piłkarskim.

## Kariera klubowa
Gilberto Yearwood piłkarską karierę w 1975 w klubie Real España San Pedro Sula. Z Realem España trzykrotnie zdobył mistrzostwo Hondurasu w 1975, 1976 i 1977. Dobra gra zaowocowała transferem do Hiszpanii do Elche CF. Z Elche spadł z Primera Division w 1978. Do pierwszej ligi powrócił w 1980, gdy został zawodnikiem Realu Valladolid. W latach 1983–1984 występował w drugiej lidze hiszpańskiej w CD Tenerife. W ostatnich dwóch latach w Hiszpanii występował w pierwszoligowej Celcie Vigo.
Ostatnie lata kariery Yearwood spędził w Hondurasie w Olimpii Tegucigalpa i Motagui Tegucigalpa. Z Olimpią dwukrotnie zdobył mistrzostwo Hondurasu w 1987 i 1993.

## Kariera reprezentacyjna
Gilberto Yearwood występował w reprezentacji Hondurasu w latach 1977–1993. W 1982 wystąpił na Mistrzostwach Świata.
Na mundialu wystąpił we wszystkich trzech meczach grupowych z Hiszpanią, Irlandią Północną i Jugosławią. W 1985 wystąpił w przegranych eliminacjach Mistrzostw Świata 1986. W 1988 wystąpił w przegranych eliminacjach Mistrzostw Świata 1990. W 1991 wystąpił w pierwszej edycji Złotym Pucharze CONCACAF, na którym Honduras zajął drugie miejsce, przegrywając finale z USA w serii rzutów karnych. Yearwood na tym turnieju wystąpił we wszystkich pięciu meczach z Kanadą, Jamajką (bramka), Meksykiem, Kostaryką i USA w finale. Karierę reprezentacyjną zakończył w 1993 podczas przegranych eliminacjach Mistrzostw Świata 1994

## Kariera trenerska
Po zakończeniu kariery piłkarskiej Gilberto Yearwood został trenerem. W latach 1996–1997 prowadził Real Maya. W latach 1997–1998 trenował Olimpię Tegucigalpa, z którą zdobył Puchar Hondurasu w 1998. W latach 1998–1999 prowadził Real España San Pedro Sula, z którym zdobył wicemistrzostwo Hondurasu 1999. Później prowadził CD Broncos i Motaguę Tegucigalpa oraz był asystentem w reprezentacji Gwatemali. W kolejnych latach prowadził Atlético Olanchano i Real España San Pedro Sula.
W 2008 prowadził Olimpijską reprezentację Hondurasu w Igrzyskach olimpijskich w Pekinie. Honduras na turnieju w Chinach przegrał wszystkie trzy mecze z Włochami, Kamerunem i Koreą Południową.
Od 2008 prowadzi gwatemalski klub Deportivo Xinabajul.